# 青バイ

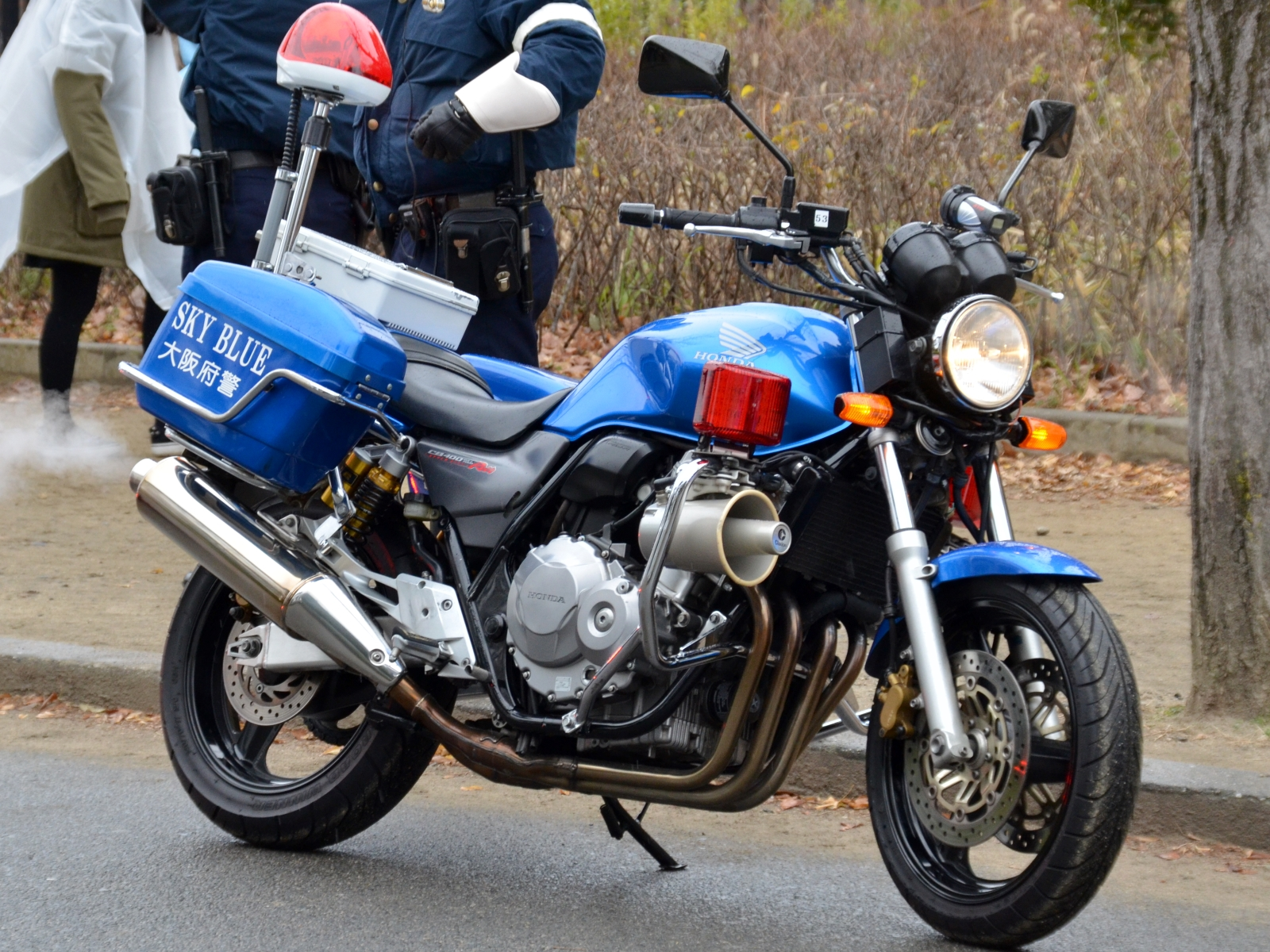
大阪府警にのみ採用されているCB400SF「青バイ」

青バイ（あおバイ）とは、大阪府警において採用されている青色のパトロール用オートバイの呼称である。

## 大阪府警 スカイブルー隊
大阪府は、1980年代から2000年代初頭までの間、ひったくり発生件数が全国ワースト１の常連となるほどひったくりが多発していた。
府警は1997年にひったくり対策として、地域部にひったくり対策を主任務とする自動二輪車部隊「スカイブルー隊」を創設した。
2000年代に入ると府内のひったくり発生件数は下降に転じ、2010年にはワースト１を返上。翌2011年に再びワースト１となったが2020年にワースト１を再返上した。件数はピーク時の5％以下を記録し続けている現状から、ひったくり対策のパトロールに加えて、一時不停止や信号無視などの速度違反以外の交通取り締まりや比較的治安の悪い地域において職務質問のための警ら、特殊詐欺電話多発地域の現金自動預払機（ＡＴＭ）の警戒などを行っている。

## 他県警
福島県警特別機動パトロール隊において青バイ隊が設置されていたことが確認されている。車種はホーネット250。

## 装備
隘路や住宅街におけるひったくり犯追跡を可能とするため、ホンダのCB400SF/SBやホーネット250といった小回りが利き、かつ追跡も可能な250～400㏄程度の排気量を持つ国産の普通自動二輪車を採用している。車体色は青色とされるが、納入年度や型式によって色味が微妙に異なる。
スピーカーは比較的旧型なクラリオン社製スピーカーと、現行のVFR800Pなど白バイに装備されているものと同型のパトライト社製スピーカーの２パターンがある。サイレン音は白バイ同様に高い音である。赤色灯は前面に向けてのみ点滅する方式の四角形LEDのタイプ、スピーカーと一体になった回転灯タイプ（白バイと同型と思われる）、小型LEDタイプ(パトカーの前面補助警光灯と同型)の三種類で、後部は白バイと同じく手動伸縮式の回転灯を装備している。
リアボックスや無線機ケースも白バイ同様のものが同じレイアウトで装備されている。（ホーネット250のリアボックスはマフラー位置の関係で左側にのみ装備。）
バンパーなどは白バイの装備に類似したものを使用しており、納入年度によっては青バイ独自のものが装着されている。

また、採証・記録用に全天候型のスチルカメラを装備している。スピード違反の取り締まりには使用されないため、計測メーターは装備していない。

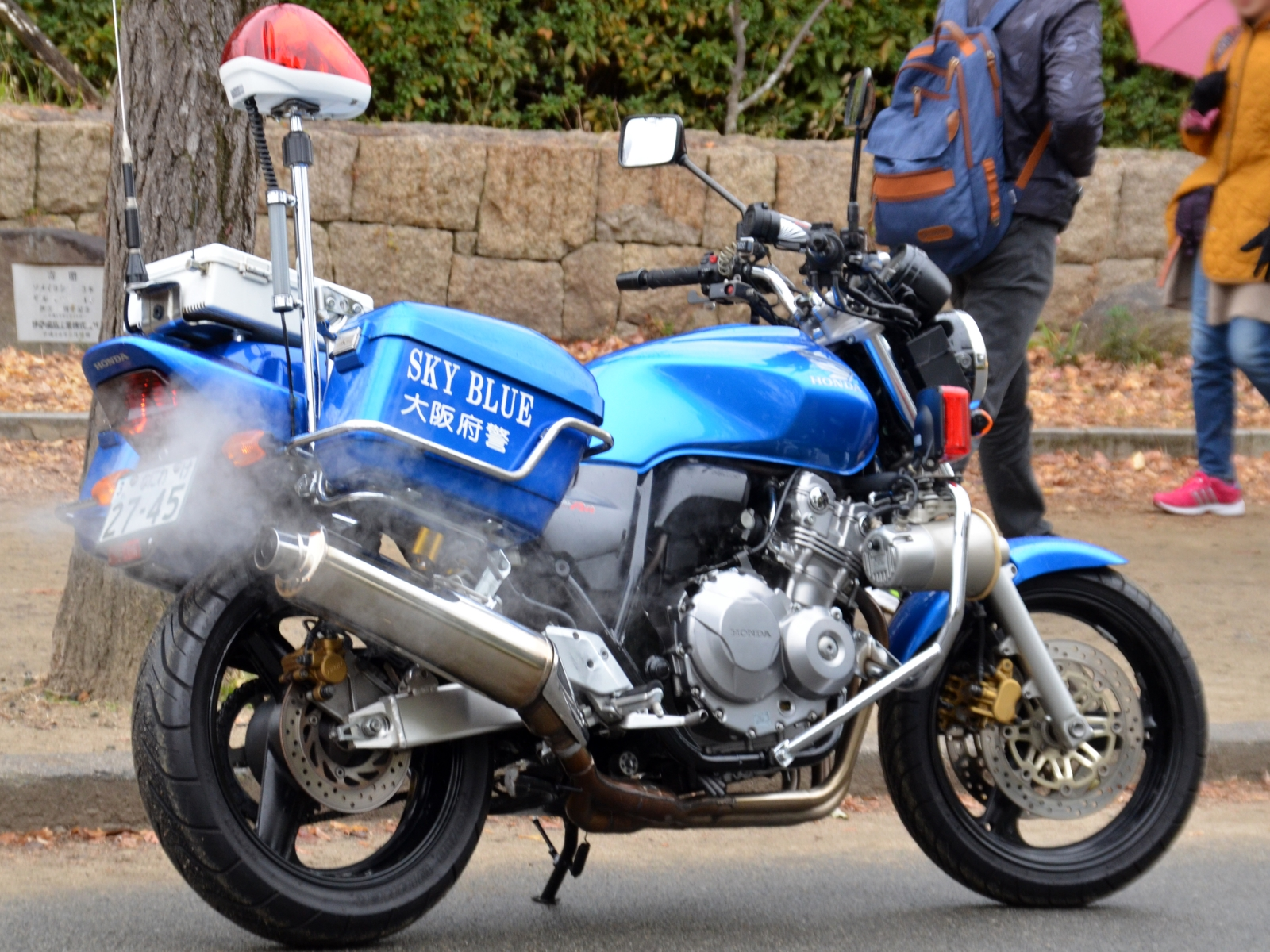
CB400SF。装備などは白バイに準じているが計測メーターは非装備。

乗車する隊員は通常の制服に防刃チョッキを着用し、ヘルメットとブーツのみ白バイと同様に自動二輪車用の乗車装備が使用される。スピードの高い運用は想定されていないため、二輪用プロテクターは装備されないことが多い。